# Bobby Nicol
Robert 'Bobby' Nicol (11 mei, 1936 – 11 juli, 2012) was een Schots voetballer die speelde voor Hibernian, Barnsley, Berwick Rangers en Toronto City.

## Carrière
Nicol speelde eerst bij Hibernian tot 1962 en stapte toen over naar de Engelse club Barnsley FC. Daarna speelde hij nog een seizoen voor Berwick Rangers. Hij verhuisde naar Canada en speelde nog voor Toronto City.